# Buksimmare
Buksimmare (Corixidae) är en familj insekter bland vattenskinnbaggarna.
Familjen innehåller omkring 500 kända arter världen över. I Europa finns 81 arter och i Sverige finns 33 stycken.
Buksimmare hittas ofta i vattensamlingar med lugnt vatten, som dammar, men de kan även leva i långsamt rinnande vatten, som åar. De allra flesta arterna är växtätare som lever på olika vattenväxter och alger.